# Station Skegness
Skegness is een spoorwegstation van National Rail in Skegness, East Lindsey in Engeland. Het station is eigendom van Network Rail en wordt beheerd door East Midlands Railway. Het station is geopend in 1873.